# Bill Tilden

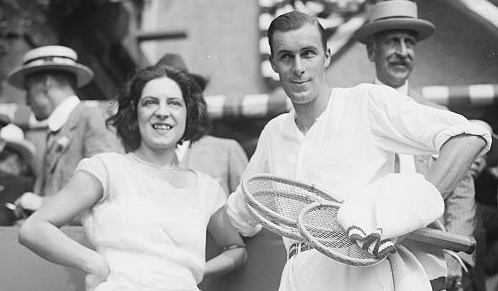
Bill Tilden, junto a Suzanne Lenglen.

William Tatem Tilden II (10 de febrero de 1893-5 de junio de 1953) fue una estrella del tenis estadounidense de los años 1920 y 1930 considerado como N.º 1 del mundo durante 7 años y entre los más grandes tenistas que ha dado la historia. Su gran categoría, su supremacía y su fama lo hicieron uno de los hombres más influyentes en la historia del "deporte blanco", cambiando la imagen de este en todo el mundo. Adicionalmente, tiene el récord compartido de más títulos del Abierto de los Estados Unidos con 7 junto a Richard Sears y William Larned, uno de los pocos récords que ningún miembro del Big-3 ha podido siquiera igualar (Federer, Nadal y Djokovic).

## Biografía
Nacido en 1893 en la ciudad de Filadelfia, Pensilvania de una adinerada familia, fue eclipsado por la muerte de tres hermanos mayores. Su semiinválida madre murió cuando Bill tenía 15 años y aunque su padre aún vivía y mantenía una casa con muchos sirvientes, fue enviado a vivir con una tía soltera. Su padre murió cuando tenía 19 años. De acuerdo a su biógrafo, Frank DeFord, esta temprana pérdida de sus seres queridos lo llevó durante toda su adultez a intentar crear relaciones de padre-hijo con ballboys o jóvenes tenistas, de los cuales el más conocido fue Vincent Richards. A pesar de sus numerosos viajes a lo largo y ancho del planeta, vivió en la casa de su tía hasta 1941 cuando contaba con 48 años.
A pesar de beber muy poco, fumaba intensamente y no se preocupaba en llevar lo que hoy en día se consideraría un saludable estilo de vida para un atleta. Poseedor de un carácter autocrático, dominante y encanto poco natural, era un amante de la música y el teatro y un excelente escritor y pensador.

## Estilo de juego
Alto, larguirucho, con brazos largos, manos enormes y anchos hombros, Tilden era dueño de una potencia inusual en los jugadores de la época, su as bajo la manga era su potente saque plano (“cannonball”), que le permitía servir aces casi a su antojo, aunque lo reservaba sólo para los momentos cruciales. Según algunas fuentes, su servicio fue medido en 1931 en 262.8 km/h (163.3 mph), lo que lo convierte en el servicio más potente de la historia, por encima del récord oficial de Andy Roddick, de 246.2 km/h. 
A pesar de su potente servicio, jugaba con escasos acercamientos a la red e imponía desde el fondo de la cancha su batería de golpes y cambios de tácticas, pudiendo ganar usando cualquier estrategia e incluso jugando contra jugadores de diferentes maneras en ocasiones diferentes.
A mediados de los años 1920 el dedo mayor de su mano derecha fue amputado, pero a pesar de esto y de un crónico problema en la rodilla, ambos escondidos al público, se las ingenió para dominar a todos sus rivales.
Cuando se convirtió en profesional empezó a hacer un mayor uso de su potencia, jugando con mucha profundidad aun cuando las cosas no le salían. Una vez que ajustaba su precisión, se tornaba imbatible obligando aún a los más ofensivos a jugar defensivamente. Su movilidad era excelente y su energía legendaria. Usaba una empuñadura Este en su derecha que fue imitada por varias generaciones.

## Dominio como aficionado

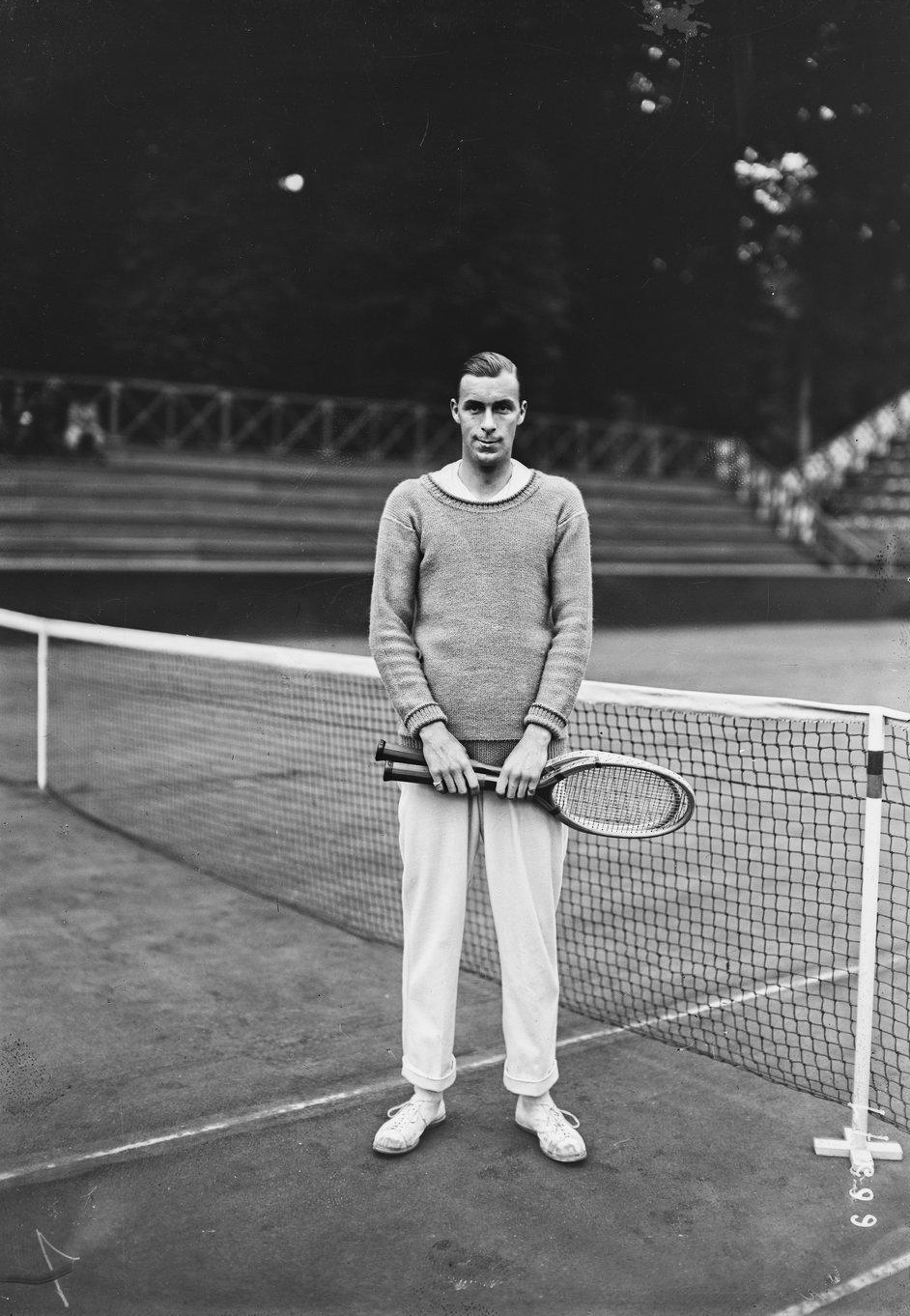
Bill Tilden en 1921.

Salvo por la supremacía en el profesionalismo de Pancho Gonzáles en los años 1950, no hubo otra época en la que el tenis estuviera tan dominado por una única persona como lo hizo Tilden en los años 1920. En su carrera como tenista amateur se cuentan un total de 7 US Amateur Championships (récord compartido con Bill Larned y Richard Sears) y 3 Wimbledon.
Sin embargo, su grandeza como jugador se empezó a notar recién a los 27 años, luego de entrenarse en Rhode Island para mejorar su inefectivo revés, su único punto débil.
Previamente se había destacado en los US National de 1918 y 1919, alcanzando en ambos la final de sencillos y dobles. En 1918 perdió en sets corridos ante Robert Lindley Murray y en 1919 perdió la primera de las 6 finales consecutivas que jugó contra Bill Johnston, también en sets corridos. En tanto, en dobles alcanzó en ambos años la final, combinando su potencia con la fineza del mejor voleador de la época, Vincent Richards, ganando en 1918 y perdiendo en 1919.
En 1920 comenzó su impresionante dominio que no se vio interrumpido hasta la aparición de los "Mosqueteros" franceses: Cochet, Lacoste y Borotra. Este año obtuvo su primer título grande al ganar Wimbledon venciendo en la final al australiano Gerald Patterson, campeón defensor y considerado N.º 1 del tenis en 1919. Entre tanto hizo su debut en el equipo estadounidense de Copa Davis y no perdió ninguno de los partidos que jugó ante Francia, Reino Unido y Australia. Más tarde vengó su derrota del año anterior al vencer a Bill Johnston en la final del US National en 5 sets y a fin de año fue el arma fundamental para que Estados Unidos despojara del trono a los australianos, en la final de la Copa Davis. Por primera vez fue considerado N.º 1 del mundo unánimemente, consideración que duraría hasta 1925 inclusive.
En 1921, defendió sus títulos en Wimbledon y el US National al vencer a Brian Norton y Bill Johnston en ambas finales. En la primera de estas finales se especuló con que una relación homosexual existente afectó el resultado . Tras ganar los dos primeros sets, Norton perdió fácilmente el tercer y cuarto set ante su mentor. En el quinto set, Tilden enfrentó dos puntos de partido en contra. En el primero de ellos Tilden golpeó la pelota y al creer que había salido afuera cambió su raqueta de mano y se acercó tranquilamente a la red para saludar a su vencedor. Sin embargo, la pelota fue dada como buena y Norton con toda la cancha a su disposición sin la resistencia de Tilden lanzó la pelota afuera y luego perdió el encuentro. Bill fue fundamental para la defensa de la ensaladera de la Copa Davis, ganando sus dos partidos de sencillos en la final ante Japón, a pesar de un comienzo lento ante Zenzo Shimizu con quien perdió los dos primeros sets.
En 1922 capturó de nuevo el US National, luego de perder los dos primeros sets en la final ante Johnston. En Copa Davis, triunfó en sus dos encuentros de sencillos y perdió su primer partido de la copa en el dobles (junto a Richards) ante Australia, aunque no fue impedimento para que EE. UU. levantara la copa por tercer año consecutivo.
En 1923 defendió cómodamente sus títulos en el US National y en la Copa Davis ante Australia, ganando los tres encuentros en la final, incluido el dobles junto a Richard Norris Williams. Idénticos resultados ocurrieron en 1924, aunque su compañero en el dobles de Copa Davis fue Bill Johnston.
En 1925, conquistó su sexto US National consecutivo, derrotando en las 6 finales a Bill Johnston, esta última en 5 sets. Ya para este año habían surgido los “mosqueteros” franceses, que alcanzaron la final de Copa Davis, pero Tilden y Johnston impidieron su triunfo en la final, barriéndolos 5-0 con dos victorias en 5 sets de Tilden ante René Lacoste y Jean Borotra.
En 1926 declinó una oferta para convertirse en profesional, algo de lo que se arrepentiría años más tarde al decir que había "desperdiciado cinco importantes años, influenciado por esa patraña del amateurismo". La presencia de los franceses este año se hizo más intensa y el declive en el nivel de Tilden, impidieron su séptima victoria en el US National, ganado por Lacoste. Igualmente, el título de Copa Davis quedó en manos de EE. UU. por séptimo año consecutivo, gracias a la buena performance de Johnston. Tilden ganó fácilmente su partido ante Borotra y con la serie ya definida, perdió su primer partido de sencillos en Copa Davis ante Lacoste.
En 1927 alcanza por primera vez la final en el Campeonato Francés donde pierde ante Lacoste por 11-9 en el quinto set. En Wimbledon pierde en semifinales un maratónico partido ante Henri Cochet tras haber ganado los dos primeros sets. El periodista Steve Flink incluyó este partido (7.º lugar) en su lista de los 30 mejores partidos del sigle XX. Luego de un año ausente, volvió a figurar en la final del US National donde volvió a perder con Lacoste, esta vez en sets corridos. En la final de Copa Davis en Filadelfia logró excelentes triunfos ante Henri Cochet en el sencillo y en el dobles junto a Frank Hunter, pero la gran performance de Lacoste, quien lo venció en el cuarto juego y la posterior victoria de Cochet sobre Johnston despojaron de la ensaladera a los EE. UU. por primera vez en los últimos 8 años.
1928 fue quizás su año más opaco dentro del amateurismo, sin conseguir ninguna final en los torneos grandes y perdiendo la final de Copa Davis ante Francia, esta vez sobre las nuevas canchas de polvo de ladrillo de Auteuil donde se disputaría el torneo de Roland Garros. Igualmente, se tomó una revancha personal y venció a Lacoste en 5 sets.
En 1929 volvió a conquistar el título en el US National, derrotando en la final a Frank Hunter y estuvo a punto de volver a recuperar la Copa Davis para los EE. UU., pero la gran actuación de Henri Cochet, quien lo superó en el primer partido, se lo impidió.
1930 sería su último año dentro del plano amateur. Se retiró en plenitud, alcanzando por segunda vez la final del Campeonato Francés (cae ante Cochet) y su tercer título de Wimbledon, 9 años después de su segundo título. En la final superó a su compatriota Wilmer Allison. La Copa Davis vio la cuarta coronación consecutiva de Francia, y Tilden participó en la final con una victoria ante Borotra y una derrota ante Cochet. Sus relaciones con la asociación que regía el tenis amateur eran ya insostenibles y luego de firmar un contrato pago para la producción de tres filmes instructivos de tenis, lo que era penalizado por la Asociación, anunció su retiro del amateurismo.
En la actualidad sigue manteniendo el récord de más títulos en el US National con 7 (compartido), y el de más finales con 10. Es el quinto con más títulos de Grand Slam con 10 en total, conseguidos en la época en que el término "Grand Slam" no había sido adoptado todavía.

## Tilden el intelectual
Tilden pasaba mucho tiempo, quizás más que cualquier otro jugador, analizando el juego. Escribió dos libros sobre el juego: "The art of Lawn Tennis" (El arte del tenis sobre hierba) y "Match Play and the Spin of the Ball", este último considerado un trabajo definitivo en la materia. Además de sus excelentes dotes físicas, era un jugador muy cerebral, un maestro de las tácticas y estrategias, propenso a adaptarse al estilo de su rival y a usar sus propias virtudes contra ellos. Además era un jugador brindado al espectáculo, intentando siempre devolver con buen juego el dinero pagado por asistir a sus partidos. Se decía, aunque nunca fue confirmado por él mismo, que solía perder los sets iniciales de sus partidos para así prolongar los juegos y hacerlos más interesantes para el público y para sí mismo (esto fue confirmado por William Lufler, un jugador del tour profesional de Tilden por varios años, quien dijo que Tilden tiraba los sets iniciales en casi todos los partidos). Era un devoto creyente del juego limpio a toda costa, incluyendo el resultado final, y siempre estaría dispuesto a ceder puntos a su oponente si creía que el juez-árbitro había fallado a su favor.

## Profesionalismo
Tilden se volcó al profesionalismo a la ya avanzada edad de 37 años, pero contrariamente a lo que se podría pensar, su juego no estaba desgastado. Tilden afirmaría en algunas ocasiones durante sus primeros años como profesional, que sentía estar jugando como nunca lo había hecho.
Rápidamente se unió al tour profesional, que había comenzado en 1927 y que consistía en algunos torneos y en una serie de interminables giras por Estados Unidos y un poco menos por Europa, de enfrentamientos entre jugadores destacados. El mismo Tilden sería el promotor del tour a partir de su primer año como profesional.
En 1931 entró como la gran estrella a revitalizar el tenis profesional y se enfrentó en una larga serie de encuentros por toda Estados Unidos ante Karel Kozeluh, el mejor profesional de entonces, a quien derrotó por muy amplio margen (50-17 según el periodista Ray Bowers). También superó en una serie corta, sin perder ningún partido, a Vincent Richards, la otra estrella profesional y en una serie de partidos jugados en Europa, fue el claro vencedor, con el agregado de un jugador nuevo que luego sería un duro adversario, el alemán Hans Nusslein. Además venció en el torneo profesional más importante del año, el US Pro sobre césped, donde venció cómodamente en la final a Richards. Fue el incuestionable N.º 1 del tenis profesional en 1931 y su buena performance sumada a la de Kozeluh, Richards y Nusslein puso por primera vez en duda la supremacía del tenis amateur por sobre el profesional. La inclusión de Tilden abriría el camino para que años más tarde, las súper estrellas del amateurismo, como Ellsworth Vines, Fred Perry, Don Budge o Henri Cochet se volcaran al profesionalismo y ser formara un tour definitivamente de mayor nivel de juego, aunque no de concurrencia del público, que el circuito amateur.
En 1932 y 1933, el tour profesional vería más que nada, la lucha por el primer lugar entre Tilden y el alemán Nusslein. En un primer tour por los EE. UU. ese año, Tilden se impuso (32-12 según Bowers) sobre Nusslein y también lo hizo en el Eastern Pro Championships en Filadelfia. Pero los dos torneos más importantes del años, el US Pro y el torneo de Berlín, quedaron en manos de Kozeluh (finalista Nusslein) y Martin Plaa (2.º Tilden 3.º Nusslein) respectivamente. Tilden fue nuevamente el claro N.º 1 de los profesionales aunque con Kozeluh un poco más cerca que el año anterior. En 1933, el nivel de Nusslein aumentó, lo que se demostró en su victoria sobre Tilden en el World Championships Pro en Berlín, aunque en el tour por Estados Unidos fue Tilden quien llevó las de ganar (2/3 de los partidos según Bowers). Si bien hay algunas disidencias, generalmente se lo considera a Tilden como N.º 2 del profesionalismo en 1933, apenas por debajo de Nusslein.
El nivel de Tilden, ya con 40 años, empezó a decaer y el surgimiento de las nuevas estrellas lo relegaron de los primeros puestos aunque se mantuvo activo en el profesionalismo hasta entrado en los 50 años y su sola presencia en los torneos siguió siendo por muchos años motivo de concurrencia. En 1934, con la contratación de Ellsworth Vines, Tilden pasó a ser su desafiante en el tour estadounidense, perdiendo estrechamente en la primera parte del tour durante el verano y haciéndose más notoria la diferencia con Vines al transcurrir los meses. Según Bowers, la diferencia de partidos de Vines sobre Tilden fue de 19 partidos para el final de la serie. Igualmente tuvo victorias destacadas en el US Pro Indoors en Filadelfia y en el French Pro en Roland Garros, dominó ampliamente una serie de partidos ante Henri Cochet (otra de las figuras del amateurismo recientemente contratada) y Martin Plaa y triunfó en torneos en Detroit, St Louis, Lyon e Inglaterra. Bowers lo consideró el 3.º mejor profesional detrás de Vines y Nusslein.
En 1935 fue campeón del decaído US Pro y finalista en dos de los torneos más importantes del año: el International Pro Championships of Britain en Southport y el World Indoor Pro Championships en Wembley, ambos sobre canchas rápidas y cayendo en ambas finales ante Ellsworth Vines. En la serie de encuentros por Estados Unidos fue claramente superior al estadounidense George Lott. Bowers lo clasificó como el 2.º del año, apenas por encima de Nusslein y claramente debajo de Vines. Durante 1936 continuó su labor como promotor y participó en una gira por Estados Unidos donde superó por amplio margen a Bruce Barnes y por otra en Asia, donde fue claramente derrotado por Vines. También participó en una serie con formato de Copa Davis (la Bonnardel Cup) junto a Lester Stoefen, donde derrotaron a Francia, compuesta por Henri Cochet y Martin Plaa. Este año también fue considerado el N.º 3, por debajo de Vines y Nusslein.
En 1937 hizo su aparición en el tour el inglés Fred Perry. Tilden se las ingenió para seguir dando pelea, y fue finalista en tres torneos importantes: el World’s Pro Championships en París, el Dutch Pro en Scheveningen y el Wembley Pro, en todos por detrás de Hans Nusslein y sin la presencia de las máximas figuras: Ellsworth Vines y Fred Perry. En una gira por Estados Unidos frente a Perry, le brindó dura batalla y fue superado por escaso margen al final de la gira. En 1938 fue finalista en Southport y en el French Pro, perdiendo en ambas ocasiones ante Nusslein. En 1939, logró su mejor resultado en Southport, en donde derrotó a la nueva gran estrella profesional, el estadounidense Don Budge y luego perdió en la final ante Nusslein. El nivel de juego de Bill pese a sus 46 años seguía siendo motivo de admiración y el reconoció que el nivel de juego superior de Budge, ayudó a levantar el nivel de todos los demás profesionales, incluyéndolo a él.
En los años siguientes, debido al desarrollo de la Segunda Guerra Mundial, la actividad profesional se concentró en EE. UU., inicialmente sin participación en la guerra. En 1945, con 52 años, logró la increíble hazaña de ganar el torneo de dobles del US Pro, junto a Vinnie Richards, el mismo con quien había conquistado el título amateur 27 años atrás.

## Su lugar en la historia
Entre los años 1920 y mediados de los años 1950, Tilden era generalmente considerado el mejor tenista que haya existido, siendo sus rivales Budge, Vines y Jack Kramer. De allí en más, mucha gente consideró que el título quedaba en manos del estadounidense Pancho Gonzales y luego entraron en la consideración Rod Laver, Björn Borg, Pete Sampras o Roger Federer, quienes compitieron en la denominada “Era Abierta”, sin distinción entre amateurs y profesionales, al contrario de lo que ocurriera con Gonzales y los anteriores.
En 1950, a pesar de sus problemas legales por causas de conducta sexual inadecuada con adolescentes que le causaron el rechazo de la comunidad tenística, fue nombrado por la Associated Press como el mejor tenista de la primera mitad del siglo XX por un amplio margen.
A pesar de ser poco recordado hoy en día, durante su vida fue un personaje extravagante, que se mantuvo siempre en el ojo público, actuando en películas, obras de teatro así como jugando al tenis. Quizás haya sido la persona más influyente en la historia del tenis y una de las figuras más paradójicas en la historia de cualquier deporte. Un hombre homosexual que cambió casi solitariamente la imagen del deporte, pasando de ser considerado un deporte “blando” y “afeminado”, jugado por gente rica y blanca con pantalones largos o jerséis de manga larga a la actualidad de ser considerado un deporte de masas jugado por atletas robustos y de talla mundial. La imagen era tal en la época de Tilden, que el humorista W.C. Fields dijo en una película al describir dos hermanos: “Uno es jugador de tenis, el otro es todo un hombre”.
Es considerado una de las 5 figuras dominantes de la Edad de oro del deporte estadounidense junto a Babe Ruth, Red Grange, Bobby Jones y Jack Dempsey.

## Problemas con la ley
Tilden fue arrestado por primera vez en noviembre de 1946 cuando fue atrapado poniendo sus manos en los pantalones de un adolescente (el chico prestaba favores sexuales y había sido contratado por Tilden). Pudo haber sido juzgado por felonía pero fue solo aprehendido por mala conducta (“contribuir a la delincuencia de un menor”). Fue condenado a 1 año de prisión, de los que cumplió 7 meses y medio.
Fue nuevamente arrestado en enero de 1949, luego de subir a un mochilero de 16 años e intentar avanzar sobre él. Pudo haber sido sentenciado por felonía, pero fue solamente condenado a un período de prueba de un año de los que sirvió 10 meses.
En ambos casos, Tilden parecía pensar que su fama y sus amistades con personajes de Hollywood, como Charles Chaplin, lo ponían por encima de la ley.
Luego de su segunda encarcelación, el mundo del tenis le fue cada vez más esquivo. Le fue prohibido dar lecciones en la mayoría de los clubes y hasta en las canchas públicas tenía pocos clientes.

## Muerte
A pesar de haber nacido en una familia acaudalada y de ganar una gran suma de dinero durante su larga carrera, lo gastó fastuosamente, por ejemplo, manteniendo una suite en el Algonquin Hotel. Muchos de sus ingresos fueron a financiar espectáculos de Broadway que el mismo producía, escribía y en los que actuaba. La última etapa de su vida la pasó lejos de su familia y participando en ocasionales partidos de tenis de celebridades. Murió sin dinero en Los Ángeles a los 60 años. Se estaba preparando para asistir al US Pro en Cleveland, Ohio cuando fue víctima de un ataque fulminante.
Fue incluido en el Salón de la Fama del Tenis Internacional en 1959. El tenista Jack Kramer lo consideró en su libro de 1979 como uno de los seis mejores jugadores de todos los tiempos. Fue votado con el N.º 45 por SportsCentury en su lista de los mejores atletas estadounidenses del siglo XX.

## Torneos de Grand Slam
Tilden llegó a 15 finales de Majors, en las cuáles enfrentó a 8 rivales diferentes: Gerald Patterson, Bill Johnston, Brian Norton, Frank Hunter, Wilmer Allison, Robert Lindley Murray, René Lacoste, Henri Cochet.

### Campeón Individuales (10)
| Año  | Torneo                            | Oponente en la final | Resultado            |
| 1920 | Wimbledon                         | Gerald Patterson     | 2-6 6-2 6-3 6-4      |
| 1920 | US National Singles Championships | Bill Johnston        | 6-1 1-6 7-5 5-7 6-3  |
| 1921 | Wimbledon                         | Brian Norton         | 4-6 2-6 6-1 6-0 7-5  |
| 1921 | US National Singles Championships | Bill Johnston        | 6-1 6-3 6-1          |
| 1922 | US National Singles Championships | Bill Johnston        | 4-6 3-6 6-2 6-3 6-4  |
| 1923 | US National Singles Championships | Bill Johnston        | 6-4 6-1 6-4          |
| 1924 | US National Singles Championships | Bill Johnston        | 6-1 9-7 6-2          |
| 1925 | US National Singles Championships | Bill Johnston        | 4-6 11-9 6-3 4-6 6-3 |
| 1929 | US National Singles Championships | Frank Hunter         | 3-6 6-3 4-6 6-2 6-4  |
| 1930 | Wimbledon                         | Wilmer Allison       | 6-3 9-7 6-4          |

### Finalista Individuales (5)
| Año  | Torneo                            | Oponente en la final  | Resultado            |
| 1918 | US National Singles Championships | Robert Lindley Murray | 3-6 1-6 5-7          |
| 1919 | US National Singles Championships | Bill Johnston         | 4-6 4-6 3-6          |
| 1927 | Campeonato Francés                | René Lacoste          | 4-6 6-4 7-5 3-6 9-11 |
| 1927 | US National Singles Championships | René Lacoste          | 9-11 3-6 9-11        |
| 1930 | Campeonato Francés                | Henri Cochet          | 6-3 6-8 3-6 1-6      |

### Campeón Dobles (6)
| Año  | Torneo                            | Pareja           | Oponentes en la final                   | Resultado           |
| 1918 | US National Doubles Championships | Vincent Richards | Fred Alexander Beals Wright             | 6-3 6-4 3-6 2-6 6-2 |
| 1921 | US National Doubles Championships | Vincent Richards | Richard Norris Williams Watson Washburn | 13-11 12-10 6-1     |
| 1922 | US National Doubles Championships | Vincent Richards | Gerald Patterson Pat O'Hara Wood        | 4-6 6-1 6-3 6-4     |
| 1923 | US National Doubles Championships | Brian Norton     | Richard Norris Williams Watson Washburn | 3-6 6-2 6-3 5-7 6-2 |
| 1927 | Wimbledon                         | Frank Hunter     | Jacques Brugnon Henri Cochet            | 1-6 4-6 8-6 6-3 6-4 |
| 1927 | US National Doubles Championships | Frank Hunter     | Bill Johnston Richard Norris Williams   | 10-8 6-3 6-3        |

### Finalista Dobles (2)
| Año  | Torneo                            | Pareja           | Oponentes en la final                    | Resultado           |
| 1919 | US National Doubles Championships | Vincent Richards | Norman Brookes Gerald Patterson          | 6-8 3-6 6-4 6-4 2-6 |
| 1926 | US National Doubles Championships | Alfred Chapin    | Richard Norris Williams Vincent Richards | 4-6 8-6 9-11 3-6    |

### Clasificación en torneos del Grand Slam (singles)
| Torneo                   | 1930 | 1929 | 1928 | 1927 | 1926 | 1925 | 1924 | 1923 | 1922 | 1921 | 1920 | 1919 | 1918 | 1917 | 1916 | Títulos |
| ------------------------ | ---- | ---- | ---- | ---- | ---- | ---- | ---- | ---- | ---- | ---- | ---- | ---- | ---- | ---- | ---- | ------- |
| Australian Championships | -    | -    | -    | -    | -    | -    | -    | -    | -    | -    | -    | -    | -    | -    | -    | 0       |
| Roland Garros            | F    | SF   | -    | F    | -    | -    | -    | -    | -    | -    | -    | -    | -    | -    | -    | 0       |
| Wimbledon                | G    | SF   | SF   | SF   | -    | -    | -    | -    | -    | G    | G    | -    | -    | -    | -    | 3       |
| US Championships         | SF   | G    | -    | F    | CF   | G    | G    | G    | G    | G    | G    | F    | F    | 3r   | 1r   | 7       |